# Лоба (растение)
Лоба (лат. Raphanus sativus var. lobo) — овощная разновидность редьки посевной семейства Капустные.
По современной классификации в отдельный ботанический таксон не выделяется, но представляет собой сортогруппу в составе подвида Редька дикая подвид посевная (Raphanus raphanistrum subsp. sativus) наряду с редисом и некоторыми другими культурами.
В России на 2015 год зарегистрирован 21 сорт, но распространены только два: «Клык слона» и «Маргеланская».
Ранее растение было описано как группа сортов Raphanus sativus L. convar. lobo Sazonova (1971), в позже растение было реклассифицировано как разновидность редьки посевной: Raphanus sativus L. var. lobo Sazonova & Stank. (1985).

## Происхождение названия
В Китае 萝卜 (лобо) используется как общее название для разнообразных сортов редьки и редиски (Raphanus sativus), а иногда и других корнеплодов. К примеру, 白萝卜 (байлобо, «белая лобо») — белая редька (дайкон), 樱桃萝卜 (интао лобо, то есть «вишневая лобо») — редис, 红萝卜 (хунлобо, «красная лобо») или 胡萝卜 (хулобо, «среднеазиатская / ближневосточная лобо») — морковь.

## Биологическое описание
Лоба сходна по ряду биологических признаков с дайконом, однако имеются и отличия — в первую очередь это более продолжительный вегетационный период. Развитие растения может происходить один или два года. В первый год формируется розетка из 10—15 листьев и корнеплод массой 300—500 г, на второй год растение цветет и образует семена. При однолетнем цикле все фазы развития проходят за один год. Вегетационный период составляет 70—120 дней. Форма корнеплодов, в зависимости от сорта, может быть круглой, овальной, удлиненной. Снаружи корнеплоды белые, зеленые, красные разных оттенков, фиолетовые. Мякоть тоже разного цвета: белая, зелёная, красная. Содержит мало редечного масла и практически лишена горько-острого привкуса, по вкусу близка к редису. Употребляется в свежем виде, но пригодна и для варки, засолки и маринования. Лобу возделывают в Центральной Азии, Японии, Корее и России.
Плод — округлая семянка.

## Агротехника
Лобу можно сеять в несколько сроков, с середины весны до середины лета. Посев производится гнёздами, после всходов растения прореживаются — в каждом гнезде оставляется самое крупное. Для нормального роста и формирования корнеплодов лобе обязательно требуется регулярный полив.